# Micrasema scotti
Micrasema scotti är en nattsländeart som beskrevs av Ross 1947. Micrasema scotti ingår i släktet Micrasema och familjen bäcknattsländor. Inga underarter finns listade i Catalogue of Life.